# Grb Estonije
Grb Estonije u svom sadašnjem obliku je zlatni štit s tri vitka, plava leoparda (ili lava) u prolazu (heraldičkim rječnikom passant guardant) na sredini s hrastovim grančicama sa strane štita. Motiv s tri lava prekopiran je s danskog grba.

## Povijest
Grb Estonije postojao je mnogo prije službenog priznavanja poslije estonskog rata za neovisnost 1918. – 1920., kada je Republika Estonija međunarodno priznata. Državna skupština Estonije (Riikogu) službeno je prihvatila grb 19. lipnja 1925. godine.
Međutim, grb je službeno zabranjen poslije pripajanja Estonije Sovjetskom Savezu godine 1940.;uporaba ranijih estonskih simbola također je kazneno gonjena. Grb je zakonom vraćen 6. travnja 1993. godine, poslije osamostaljivanja 1990.